# Robert Haldane (mathématicien)
Robert Haldane (27 janvier 1772 dans le Perthshire - 9 mars 1854 à St Andrews) est un mathématicien britannique et ministre de l'Église d'Écosse.

## Biographie
Il est le fils d'un fermier à Overtown, Lecropt, aux confins du Perthshire et du Stirlingshire et est nommé d'après Robert Haldane, alors propriétaire du château d'Airthrey. Il fait ses études à l'école de Dunblane, puis à l'Université de Glasgow.
Haldane devient un tuteur privé, d'abord dans la famille à Leddriegreen, Strathblane, et plus tard avec le colonel Charles Moray d'Abercairnie. Le 5 décembre 1797, il obtient une licence comme prédicateur par le presbytère d'Auchterarder, mais il n'obtient pas rapidement une charge. En août 1806, il est présenté à l'église de Drummelzier, dans le presbytère de Peebles, et est ordonné prêtre le 19 mars 1807.
Lorsque la chaire de mathématiques devient vacante à l'Université de St Andrews en 1807, Haldane est nommé professeur et démissionne de sa charge à Drummelzier le 2 octobre 1809. Il reste en poste jusqu'en 1820, date à laquelle il est promu par la couronne à la charge pastorale de la paroisse de St. Andrews, vacante par le décès du principal George Hill. Son prédécesseur avait occupé le poste de directeur du St Mary's College à St Andrews en parallèle avec son poste de ministre, et le même arrangement est suivi dans le cas de Haldane, qui est admis le 28 septembre 1820. En tant que principal, il est ex officio primarius professeur de théologie.
Le 17 mai 1827, Haldane est élu Modérateur de l'Assemblée générale de l'Église d'Écosse. Au moment de la perturbation de 1843, Haldane est appelé à la présidence par intérim. Il est élu membre de la Royal Society of Edinburgh en 1820 avec comme proposants George Dunbar, Robert Jameson, Alexander Brunton et Patrick Neill. En 1828, il est remplacé comme modérateur par le révérend Stevenson McGill.
Il meurt au St. Mary's College, St Andrews, le 9 mars 1854, dans sa quatre-vingt-troisième année, et est enterré dans le cimetière de la cathédrale. La tombe se trouve sur le mur nord juste à gauche du mémorial militaire blanc distinctif du lieutenant-colonel Sir Hugh Lyon Playfair.
Son portrait se trouvait dans le hall de la bibliothèque universitaire de St. Andrews. Il a été remplacé par John Tulloch.
La seule publication de Haldane est un petit ouvrage sur la condition des pauvres à St. Andrews (Cupar, 1841).